# Chiesa di Sant'Elisabetta dei Fornari
La chiesa di Sant'Elisabetta dei Fornari, anche nota con il nome completo di Sant'Elisabetta dell'Università de' Garzoni Tedeschi de' Fornari, era una chiesa di Roma che si trovava nella via dei Chiavari, nel rione Parione, con ingresso di fronte al lato occidentale della basilica di Sant'Andrea della Valle. Era dedicata alla santa Elisabetta d'Ungheria. Fu demolita nel 1889 per permettere l'allargamento della via.

## Storia
Questa chiesa venne fondata nel 1487 dal papa Innocenzo VIII (1484-1492) per la Confraternita dei Garzoni Tedeschi de' Fornari, che possedeva un piccolo albergo/ospedale per i suoi membri nel terreno vicino. La chiesa originale era dedicata alla Visitazione. Nel 1645, la chiesa fu ricostruita in stile barocco basandosi sui progetti di Girolamo Rainaldi e venne ridedicata a santa Elisabetta. In questo periodo, fu decorata con un ciclo di affreschi di Alessandro Salucci (1590-1665). La mappa del Nolli (1748) cita il luogo come Università dei Garzoni Tedeschi dei Fornari, il che implica che questi lavoravano più nelle panetterie piuttosto che essere i proprietari degli stabilimenti. Anche il pittore tedesco Johann Heinrich Schönfeld vi dipinse delle opere.
La chiesa fu demolita quando la via dei Chiavari venne allargata per creare il largo dei Chiavari come parte del programma dei lavori che permisero l'apertura del corso Vittorio Emanuele II nel 1889. Gli altari laterali dedicati al Sacro Cuore di Gesù e alla Vergine Maria furono salvati e reinstallati nella chiesa dei Santi Giorgio e Martiri Inglesi.

## Descrizione
La chiesa sorgeva nel lato nord dell'incrocio tra l'attuale via dei Chiavari con la via del Paradiso. La via a nord dell'angolo oggi è un largo che misura il doppio della lunghezza originale, perciò metà del terreno dove sorgeva la chiesa oggi si trova sulla strada. L'altra metà, dove era situato l'altare maggiore, si trovava sotto l'edificio moderno attualmente all'angolo. La facciata della chiesa era allineata con il lato ovest della stretta porzione della strafa che prosegue sotto l'angolo, lungo il lato sud di Sant'Andrea della Valle.
La chiesa propriamente detta aveva un piano ellittico allineato all'asse maggiore. Aveva due altari laterali in delle nicchie piccole e un'abside semicircolare. Mariano Armellini trascrisse  l'iscrizione che si trovava sopra il portale e che si riferiva alla ricostruzione nel 1645: Sodalitas pistorum nationis Germanicae aedem Visitationis B[eatae] M[ariae] V[irginis] collabentem diruit, novam denuo a fundamentis extruxit A[nno] D[omini] MDCXLV ("La confraternita dei fornai della nazione tedesca demolì il tempio rovinato della Visitazione della Beata Maria Vergine, e uno nuovo lo eresse nuovamente dalle fondamenta, anno del Signore 1645").